# Кейл (Люксембург)
Кейл (Люксембург) (люкс. Käl, фр. Kayl) — коммуна в Люксембурге, располагается в округе Люксембург. Коммуна Кейл (Люксембург) является частью кантона Эш-сюр-Альзетт. В коммуне находится одноимённый населённый пункт.
Население составляет 8080 человек (на 2008 год), в коммуне располагаются 3057 домашних хозяйств. Занимает площадь 14,86 км² (по занимаемой площади 85 место из 116 коммун). Наивысшая точка коммуны над уровнем моря составляет 425 м. (40 место из 116 коммун), наименьшая 274 м. (83 место из 116 коммун).

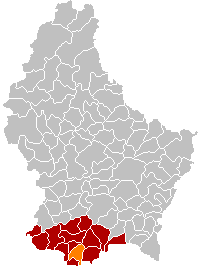
Оранжевый цвет — коммуна Кейл (Люксембург), красный — кантон Эш-сюр-Альзетт.